# Koro (île)
L'île de Koro est une île volcanique de l'océan Pacifique située dans le centre des îles Fidji. Elle fait partie de la province de Lomaiviti.

## Géographie
Avec une superficie de 108,9 km2, elle est la sixième plus grande île des Fidji. Située à une cinquantaine de kilomètres dans le sud de Vanua Levu, elle a une longueur d'environ 15 km, et a globalement la forme d'une dent de requin, avec une pointe sud effilée, tandis que sa partie nord est la plus large, avec environ 8 km.
Sur la côte Est se situe notamment le village de Nasau, sorte de chef-lieu de l'île, puisqu'on y trouve le seul poste de police de l'île, le centre médical, ainsi qu'un bureau de poste, un collège et un "supermarket" qui n'est autre qu'un comptoir, où l'on peut se fournir en produits de base et denrées alimentaires.
Environ 4 kilomètres plus au Sud, toujours sur la côte Est, au niveau du village de Namacu, se trouve le seul aérodrome de l'île (Koro, code aéroport KXF), qui a la particularité d'être en pente à flanc de colline (c'est le seul de ce genre aux Fidji), ce qui donne lieu à des atterrissages et décollages assez spectaculaires. Un seul vol régulier hebdomadaire dessert Koro, il était assuré jusqu'en 2014 par la petite compagnie Northern Air, sur un bimoteur Britten-Norman Islander. Désormais c'est un Twin-Otter de Fiji Link qui assure la liaison hebdomadaire.
À la pointe Sud de l'île se trouve une petite jetée servant de quai d'embarquement et de débarquement pour ferry. Actuellement Koro est desservie par deux rotations hebdomadaires, l'une depuis Suva et parfois Savusavu , et l'autre entre depuis Natovi (nord-est de Viti Levu).
Koro possède une flore et une faune riches, roussettes, oiseaux, reptiles sont abondants. Une abondante forêt couvre une bonne partie de l'île.

## Population
Sa population était d'environ 4 500 personnes en 2007, répartie en 14 villages, pour la plupart le long de la côte est de l'île, la plus exposée aux vents dominants et qui possède les récifs les plus grands. Montagneuse, avec plus de 500 m pour les plus hauts sommets, et très verdoyante, Koro n'est pratiquement habitée que sur son pourtour.
Une route unique fait le tour de l'île, seule une portion traverse la partie nord-est.

## Économie
L'essentiel de l'activité économique de l'île est la production de coprah, de kava ainsi que de taro (appelé dalo).
Une petite unité de production de biocarburant à partir de coco a également été inaugurée à la fin des années 2000.
Koro étant peu desservie ne s'est jamais vraiment ouvert au tourisme. Cependant, la pointe nord-ouest de l'île, entre les villages de Nabasovi et Nabuna, a été découpée en plusieurs centaines de terrains et mis en vente pour un projet de lotissement à fibre écologique, avec à l'heure actuelle une soixantaine de maisons plus ou moins autonomes déjà construites. Une vingtaine de nationalités différentes ont déjà acquis des propriétés, la plupart dans une optique de maisons de vacances, mais quelques familles ont néanmoins choisi de s'installer en permanence, un peu comme des Robinson Crusoé des temps modernes.

## Cyclone Winston
Le 20 février 2016, le cyclone tropical Winston (en) frappe très durement Fidji et plus particulièrement Koro (l'œil du cyclone est passé sur l'île au plus fort de son intensité). Koro a subi des dégâts considérables, tant sur le plan humain (9 morts, 1 disparu, 260 blessés), que matériel (plus de 90 % des habitations et bâtiments détruits) et environnemental (très gros dégâts à la forêt tropicale, aux plantations et aux côtes, notamment la côte est). Des vents de plus de 360 km/h y ont été enregistrés. 
L'aide internationale s'est mobilisée, et notamment l'armée australienne qui a expédié son navire le HMAS Canberra pendant plus d'un mois en mars 2016, avec plusieurs centaines d'hommes et du matériel du génie, pour rouvrir les routes, apporter de l'aide d'urgence, reconstruire écoles et dispensaires.
Six mois après, les stigmates de Winston sont encore très présents, et une partie de la population a temporairement émigré vers Viti Levu, le temps que la situation revienne à la normale et que l'île retrouve sa production agricole.

## Koro et la Seconde Guerre Mondiale
Au début de 1942, l'Armée Américaine cherche à tout prix à stopper l'expansion militaire japonaise dans le Pacifique. Ayant appris par les services de renseignements que les Japonais cherchaient à implanter une grosse base aux Iles Salomon, à Guadalcanal, les américains préparent donc une grosse opération de débarquement. Mais étant encore "novices" dans ce domaine stratégique dans le Pacifique, ils recherchent à la hâte un site pour pouvoir effectuer un exercice grandeur nature. Cette opération sera baptisée "Opération Dovetail". C'est à la suite des contacts avec les autorités britanniques aux Fidji que le choix de l'île de Koro est fait pour la réalisation d'un exercice massif impliquant 72 navires et 19.000 hommes, du 28 au 30 juillet 1942, soit seulement une semaine avant le "vrai" débarquement à Guadalcanal.
Une partie des 966 habitants d'alors sur Koro sont déplacés temporairement du nord de l'île, afin que l'exercice se déroule dans le plus grand secret. Les débarquements ont lieu au niveau de 3 plages de la côte nord-ouest de l'île (Dere, Nola et Eastwood). 
L'opération s'avère être particulièrement chaotique, de nombreuses barges de débarquement s'échouent ou sont endommagées sur les récifs à marée basse, les Marines se retrouvent parfois avec de l'eau jusqu'au cou et doivent marcher des centaines de mètres dans l'eau avant d'atteindre les plages.
Néanmoins, malgré l'échec partiel de cette opération, cela aura permis aux Américains de retenir beaucoup de leçons en termes de logistique et d'organisation, qui leur seront précieuses quelques jours plus tard lors du débarquement à Guadalcanal